# 代替酸化酵素
代替酸化酵素（だいたいさんかこうそ、alternative oxidase (AOX)、オルタナティブオキシダーゼ）は、様々な真核生物においてミトコンドリア電子伝達系を構成する酵素の1つである。そのホモログは原核生物のゲノム中にも見出されている。
代替酸化酵素は呼吸毒であるシアン化物に対して耐性であることから見出された。

## 機能
酸素呼吸において通常シトクロムcオキシダーゼ（複合体IV）が最終的に電子を酸素へ受け渡すが、代替酸化酵素はキノールを酸素で酸化することで複合体IIIと複合体IVをバイパスする。複合体IIIと複合体IVがプロトン輸送能を持つのに対し、代替酸化酵素はプロトン輸送を行わないため、この経路が利用されるとATP産生能は低下する。

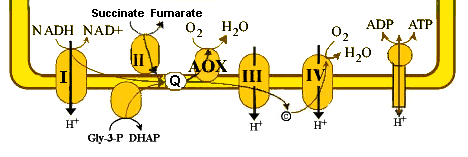
呼吸鎖の概略図。代替酸化酵素(AOX)はキノール(Q)から電子を受け取り酸素を還元することで、複合体IIIと複合体IVをバイパスする。

植物では寒さ、活性酸素、感染などのストレスに応答して発現する。
この代替経路の利点は明らかでないが、これらのストレスへ抵抗するにあたり酸化ストレスを抑える意味があるのかもしれない。
アフリカ睡眠病の病原体であるブルーストリパノソーマは、血流中では解糖系に依存してATP産生を行っているが、そこで生じるNADHの再酸化のために代替酸化酵素が必須である。
この点は宿主と大きく異なるため、トリパノソーマの代替酸化酵素は薬剤標的として魅力的である。
代替酸化酵素の阻害剤の中でもアスコフラノンは酵素を阻害するだけでなく感染マウスを治癒させることができる。

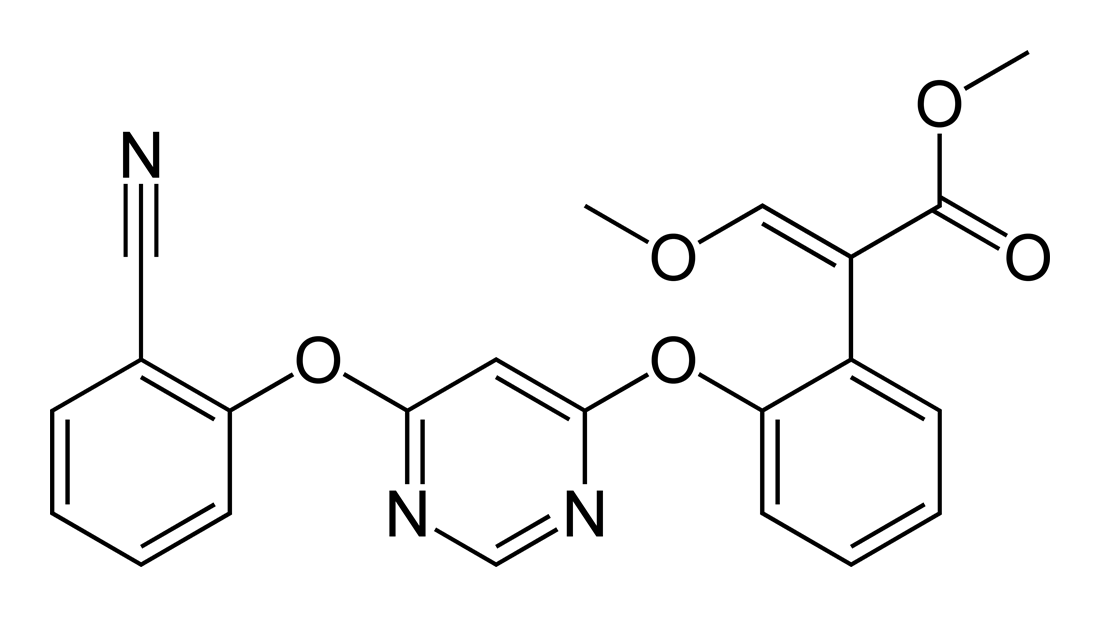
アゾキシストロビンの構造式

真菌では、代替酸化酵素により呼吸鎖をバイパスできることにより、抗真菌剤への耐性に寄与していることが知られている。アゾキシストロビン、ピコキシストロビン（Picoxystrobin）、フルオキサストロビン（Fluoxastrobin）といったストロビルリン系の殺菌剤は呼吸鎖複合体IIIを阻害するが、代替酸化酵素が呼吸鎖をバイパスすることで真菌は生き延びることができる。
ただし胞子の発芽には多量のエネルギーが必要なため、ATP産生量が少ない代替経路では賄いきれず、したがってこれらの殺菌剤は発芽の抑制には効果を発揮する。

## 構造と反応機構
代替酸化酵素は膜表在性タンパク質で、ミトコンドリア内膜のマトリックス側表面に結合している。
グルタミン酸4つとヒスチジン2つから成る配列保存的モチーフがあることから、二核鉄中心を持つ事が予想されていた。
また電子スピン共鳴を用いたシロイヌナズナ代替酸化酵素の研究から、混合原子価二核鉄中心の存在が示されている。
この二核鉄中心とタンパク質（おそらくチロシン残基）に由来するフリーラジカルが反応に関与していると想定されている。